# Jürgen Ruhfus
Jürgen Fritz Werner Ruhfus (* 4. August 1930 in Bochum; † 25. Februar 2018) war ein deutscher Jurist, Diplomat sowie Staatssekretär.

## Leben und Beruf

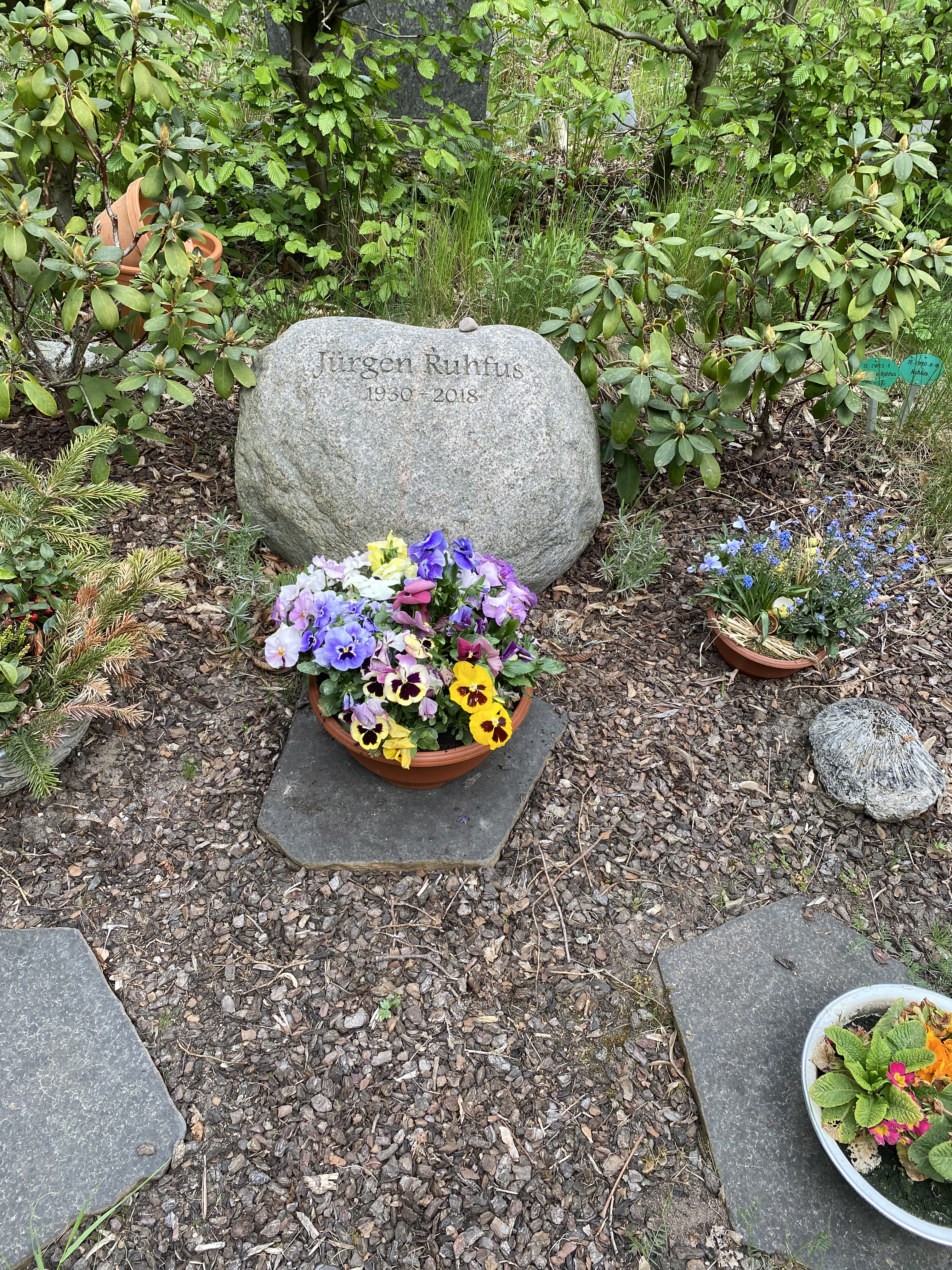
Grabstätte auf dem Friedhof Steglitz

Jürgen Ruhfus, Sohn eines Diplom-Ingenieurs, studierte Rechtswissenschaft und Nationalökonomie in München und Münster sowie als Austauschstudent in Denver, Colorado. 1950 trat er der CDU bei. Nachdem Ruhfus im Jahre 1955 sein Erstes Staatsexamen abgelegt hatte, wurde er Attaché im Auswärtigen Amt und begleitete den Außenminister Heinrich von Brentano (CDU). Zwischenzeitlich war er Vizekonsul beim Konsulat in Dakar, ehe Ruhfus im Jahre 1959 in den höheren Auswärtigen Dienst ging.
Ab 1960 war er als Legationsrat in der deutschen Botschaft in Athen tätig. Mit der Schrift Die staatsrechtliche Stellung des Rechnungshofs von Belgien und des Bundesrechnungshofs wurde Ruhfus im Jahre 1964 zum Dr. jur. promoviert. Von 1964 bis 1970 arbeitete er im Pressereferat des Auswärtigen Amtes, dessen Leitung Ruhfus im Jahre 1966 übernahm.
Nachdem er zwischen 1970 und 1973 erster deutscher Botschafter in Nairobi war, kehrte Ruhfus ins Auswärtige Amt zurück, wo sein Tätigkeitsbereich in Internationalen Angelegenheiten lag und er später auch Abteilungsleiter wurde. Ab 1976 war er als Leiter der Abteilung II im Bundeskanzleramt beschäftigt. Bundeskanzler Helmut Schmidt (SPD) machte Jürgen Ruhfus zu seinem außen- und sicherheitspolitischen Berater, damit gehörte Ruhfus zu dessen engsten Vertrauten.
Als Nachfolger von Hans Hellmuth Ruete wurde er 1980 Botschafter in London. Durch das Revirement kehrte Ruhfus bereits Ende 1983 erneut in das Auswärtige Amt zurück, wo er im Juli 1984 beamteter Staatssekretär wurde. Im November 1987 folgte er auf Günther van Well als deutscher Botschafter in Washington. Dieses Amt hatte er bis zum Eintritt in den Ruhestand Ende August 1992 inne.
Des Weiteren wurde Ruhfus 1993 Vorsitzender der Deutsch-Britischen Gesellschaft, deren Ehrenpräsident er zuletzt war. Zwischen 1992 und 2001 war er Mitglied des Aufsichtsrats der Adam Opel AG.
Jürgen Ruhfus war verheiratet und hatte drei Töchter. Seine letzte Ruhestätte erhielt er auf dem Berliner Friedhof Steglitz.

## Ehrungen und Auszeichnungen
- 1983: Verdienstkreuz 1. Klasse des Verdienstordens der Bundesrepublik Deutschland
- 1987: Großes Verdienstkreuz mit Stern des Verdienstordens der Bundesrepublik Deutschland

## Schriften
- Die staatsrechtliche Stellung des Rechnungshofs von Belgien und des Bundesrechnungshofs. Dissertation, Rechts- und staatswissenschaftliche Fakultät, Münster 1964
- Aufwärts. Erlebnisse und Erinnerungen eines diplomatischen Zeitzeugen 1955 bis 1992. EOS-Verlag, St. Ottilien 2006, ISBN 3-8306-7202-0